# Singapur na Zimowych Igrzyskach Olimpijskich 2018
Singapur na Zimowych Igrzyskach Olimpijskich 2018 – jednoosobowa kadra reprezentująca Singapur na igrzyskach w 2018 roku w Pjongczangu.
W skład reprezentacji weszła jedna zawodniczka, Cheyenne Goh, która wystąpiła w jednym biegu w short tracku. Pełniła również rolę chorążego reprezentacji podczas ceremonii otwarcia i zamknięcia igrzysk olimpijskich w Pjongczangu. Reprezentacja Singapuru weszła na stadion jako 41. w kolejności, pomiędzy ekipami ze Słowenii i Armenii.
Był to debiut reprezentacji Singapuru na zimowych igrzyskach olimpijskich i 17. start olimpijski, wliczając w to letnie występy.

## Skład reprezentacji

### Short track
| Konkurencja           | Zawodnik     | Kwalifikacje | Kwalifikacje | Ćwierćfinał | Ćwierćfinał | Półfinał | Półfinał | Finał | Finał   | Miejsce |
| Konkurencja           | Zawodnik     | Czas         | Pozycja      | Czas        | Pozycja     | Czas     | Pozycja  | Czas  | Pozycja | Miejsce |
| --------------------- | ------------ | ------------ | ------------ | ----------- | ----------- | -------- | -------- | ----- | ------- | ------- |
| Bieg na 1500 m kobiet | Cheyenne Goh | 2:36,971     | 5. nq        | —           | —           | NQ       | NQ       | NQ    | NQ      | 28.     |